# Czernica (powiat karkonoski)
Czernica (niem. Langenau) – wieś w Polsce położona w województwie dolnośląskim, w powiecie karkonoskim, w gminie Jeżów Sudecki, w Górach Kaczawskich w Sudetach Zachodnich.

## Podział administracyjny
W latach 1954–195x wieś należała i była siedzibą władz gromady Czernica, po jej zniesieniu w gromadzie Bystrzyca. W latach 1975–1998 miejscowość należała administracyjnie do województwa jeleniogórskiego.

## Położenie
Wieś jest malowniczo położona w Górach Kaczawskich w dolinie rzeki Chrośnicki Potok (Lipki), u stóp Chrośnickich Kop (Czernicka Góra).

## Nazwa
Jedna z teorii pochodzenia nazwy wywodzi ją od długości miejscowości. Ciągnie się ona wzdłuż drogi na przestrzeni ponad 4 km (stąd jej przedwojenna nazwa: Langenau).
W kronice łacińskiej Liber fundationis episcopatus Vratislaviensis (pol. Księga uposażeń biskupstwa wrocławskiego) spisanej za czasów biskupa Henryka z Wierzbna w latach 1295–1305 miejscowość wymieniona jest w zlatynizowanej formie Langenow.

## Historia
Czernica po raz pierwszy została wzmiankowana w roku 1305, w Księdze Uposażeń Biskupstwa Wrocławskiego, w dokumencie z roku 1399 wymieniony był miejscowy proboszcz. Pierwszy włodarzami wsi był ród von Langenow. W roku 1543 ówcześni właściciele – Schaffgotschowie wybudowali i otoczyli fosą renesansowy dwór, który był następnie kilkukrotnie modernizowany (w roku 1892 kupił go Friedrich von Klitzing i przebudował w jedną z najnowocześniejszych rezydencji na Dolnym Śląską, z centralnym ogrzewaniem i elektrycznością).
W roku 1573 we dworze odbyła się część dysputy teologicznej Matthiasa Flaciusa Illyricusa (ucznia Melanchtona) z miejscowymi pastorami, którzy mieli w niej zwyciężyć.
W czasie wojny trzydziestoletniej dwór bezskutecznie oblegali lisowczycy – mniej szczęścia mieli okoliczni mieszkańcy, których kilkudziesięciu zostało zabitych. Z kolei w roku 1937 wieś stała się znana z powodu rzekomej inwazji UFO – przez kilka miesięcy niezidentyfikowane maszyny latające krążyły nad miejscowością, a jedna miała runąć na ziemię. Do dzisiaj nie wiadomo, czy nie były to próby jakichś niemieckich maszyn.
Pod koniec II wojny światowej w Czernicy ukryto zbiory Muzeum Mozartowskiego i inne śląskie muzykalia, które prawdopodobnie zostały zagarnięte przez wkraczającą na te tereny Armię Czerwoną.

### Zabytki
Do wojewódzkiego rejestru zabytków wpisane są obiekty:
- Kościół św. Michała Archanioła w Czernicy, katolicki parafialny z XIII w., przebudowany w XIV i XVIII w. Wewnątrz drewniany, późnorenesansowy ołtarz z 1605-1615, renesansowa chrzcielnica z XVI/XVII w, w kruchcie, ambona z 1615, empora z 12 obrazami ze scenami ze Starego Testamentu z 1615, późnorenesansowe stalle,
- chrzcielnica z herbami (od lewej), von: 
  - Hochberg,  Lest[12], Axleben von Magnus, Stosch[13].

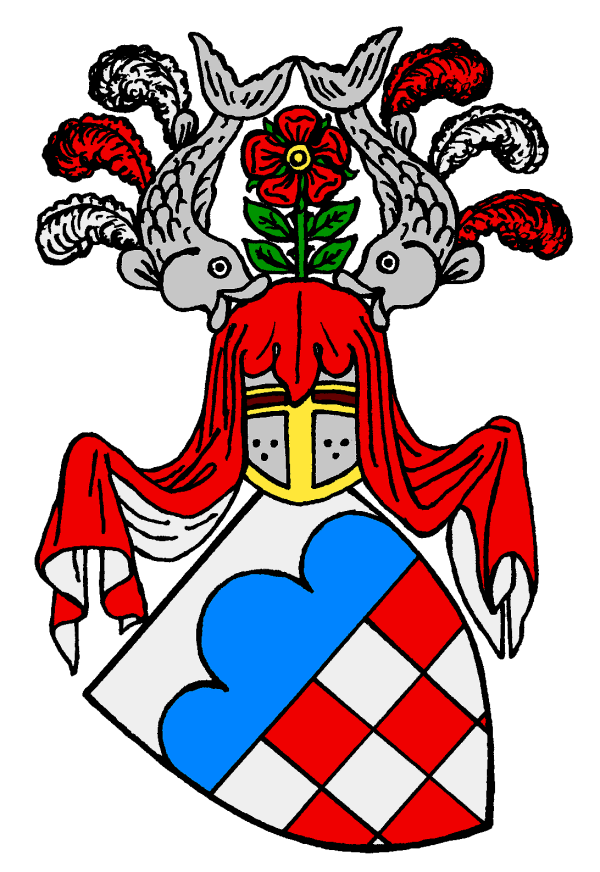
von Hochberg
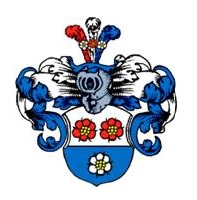
von Lest
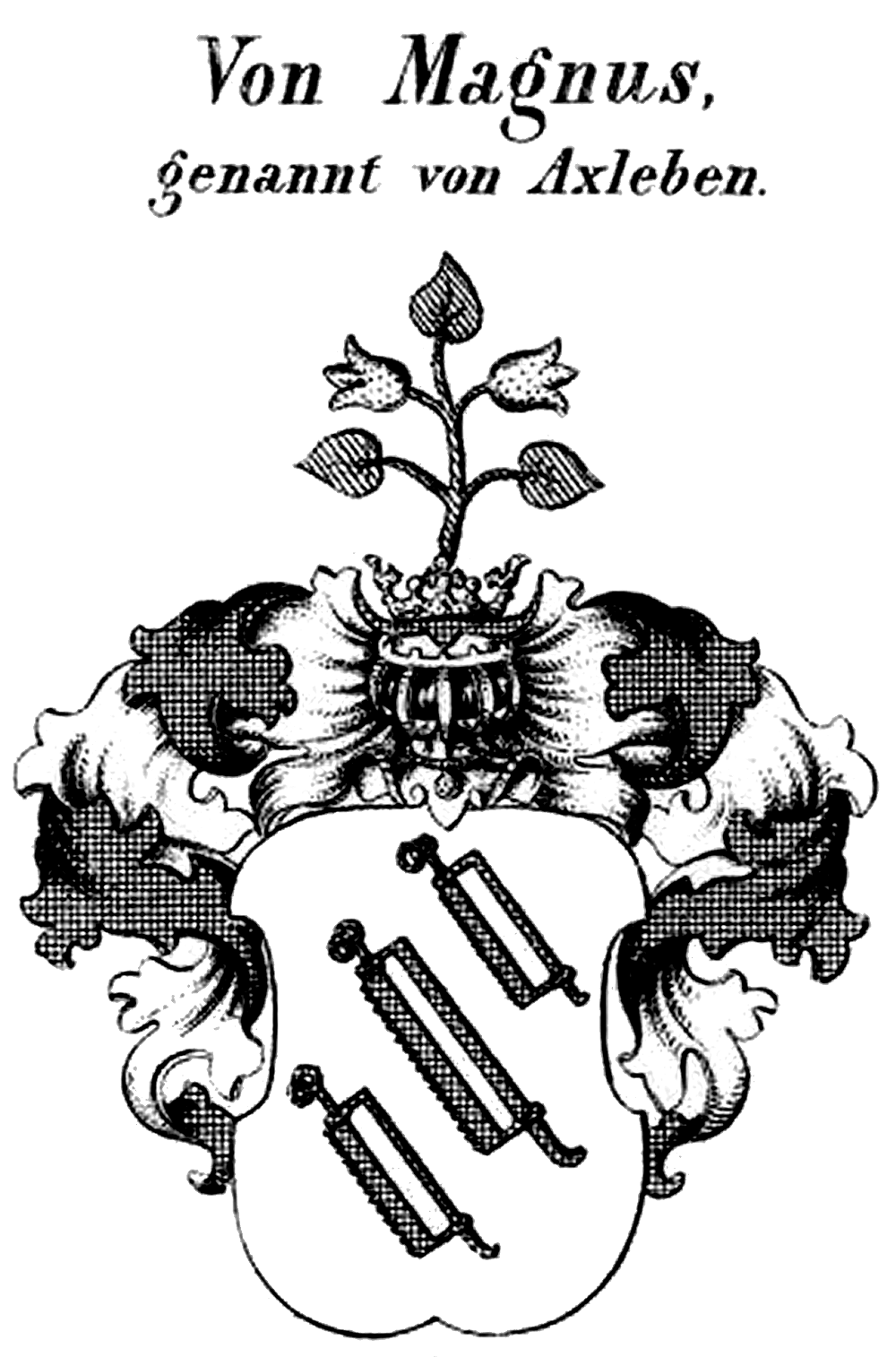
Axleben von Magnus
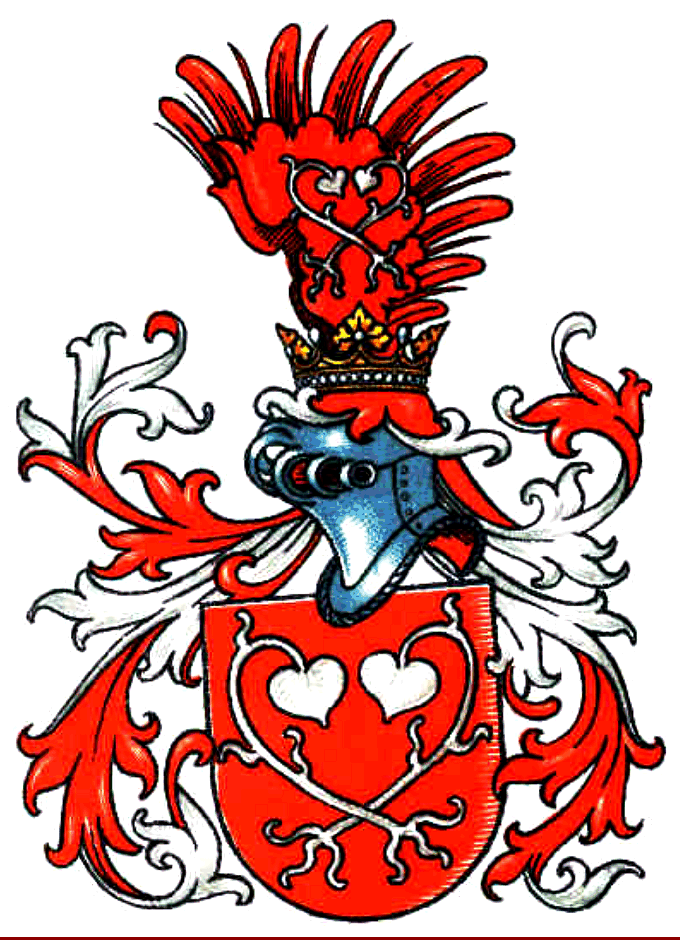
von Stosch
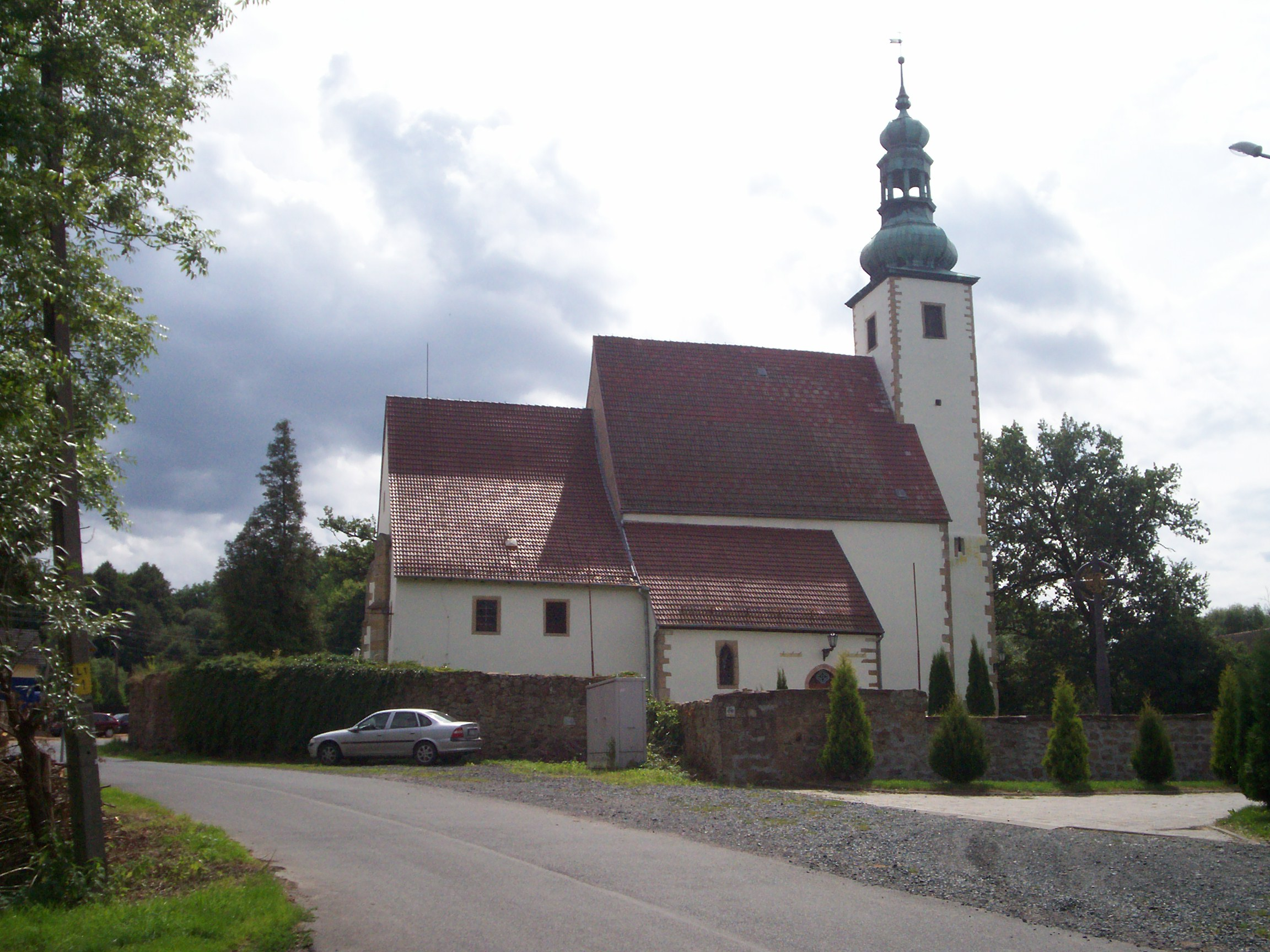
Kościół św. Michała Archanioła
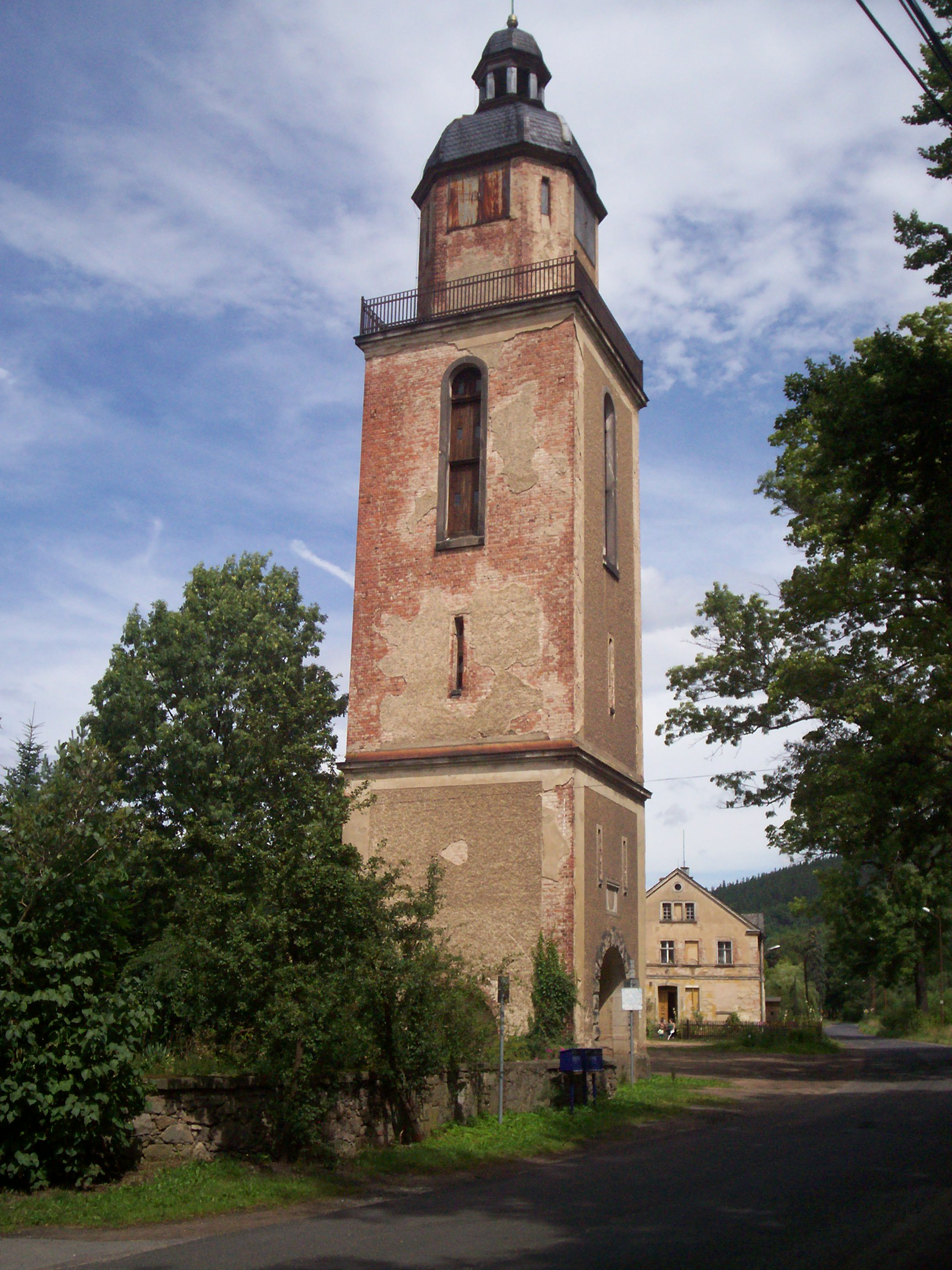
Wieża kościoła ewangelickiego

W prezbiterium renesansowe nagrobki rycerskie, m.in.:
- Melchera von Loebena (zm. 1561)[14] z herbami, od lewej, von:
  - Loeben, Bomsdorff, Kalckreuth, Rothenburg[15].
- Magdaleny von Kittlitz  (zm. 1588), córki Baltazara II, żony Balthasara Schaffgotscha (ślub 1549)
  - ojcowskie, von: Kittlitz, Promnitz, Knobelsdorff, Lamminger
  - matczyne, von: Loeben, Schaffgotsch, Bischofswerdt, Schwenckfeld[16].

W kaplicy obok kruchty nagrobki dziecięce z pocz. XVII w. Na południowym murze zewnętrznym barokowe epitafia
- cmentarz (nieczynny)
- ogrodzenie z bramą
- zespół pałacowy, z XVI-XIX w.:
  - pałac, pochodzący z XVI w., który po kolejnej przebudowie w drugiej połowie XIX wieku utrzymuje styl neorenesansowy. Będące obecnie własnością prywatną założenie pałacowo-parkowe zostało poddane gruntownej renowacji. Blasku nabrały interesujące wnętrza, w szczególności pochodzące z roku 1563 malowidła ścienne pałacowej kaplicy[18]. Ogrodzony kamiennym murem 5-hektarowy, teraz pielęgnowany park posiada wiele dendrologicznych okazów i stanowi znakomity przykład tego typu zabytków w Kotlinie Jeleniogórskiej. Do roku 1945 pałac znajdował się w rękach rodziny von Klitzing, później przejęło go Okręgowe Przedsiębiorstwo Handlu Opałem, Wojewódzki Urząd Spraw Wewnętrznych, a obecnie jest własnością prywatną.
  - tzw. kaplica z fragmentami polichromii z XVI w.
  - park
- dom nr 4, z XVIII w., przebudowany w XIX w.

inne zabytki:
- kościół ewangelicki (z 1740 r., wieża z 1914 r.), została z niego już tylko wieża z dzwonnicą